# Hoplostega ochroma
Hoplostega ochroma är en fjärilsart som beskrevs av Edward Meyrick 1886. Hoplostega ochroma ingår i släktet Hoplostega och familjen praktmalar, Oecophoridae. Inga underarter finns listade i Catalogue of Life.